# Dotik (matematika)
Dotik je v matematiki določen kot  način stika dveh krivulj. Dotik običajno definiramo za posamezne točke {\displaystyle P\,} v stopnjah reda {\displaystyle k\,}, ki povedo do katere stopnje so odvodi enaki in kjer ima krivulja isto vrednost. Dotik reda {\displaystyle k\,} dane funkcije je ekvivalenčna relacija. 
Kontaktne forme so posebne  diferencialne forme s stopnjo 1 v neparno razsežnih mnogoterostih. 
Dotiki med mnogoterostimi se proučujejo v teoriji singularnosti, kjer so dotiki razvrščeni. 

## Vrste dotikov dveh krivulj
Za dve ravninski krivulji, ki se sekata v točki {\displaystyle p\,} pravimo, da je njun dotik
- 1-točkovni, če se krivulji samo sekata
- 2-točkovni, če sta druga drugi tangenta
- 3-točkovni, če sta krivulji enaki. Za take krivulje pravimo, da sta pritisnjeni krivulji (oskulatorni).
- 4-točkovni, če so odvodi obeh krivulj enaki
- 5-točkovni, če so drugi odvodi obeh krivulj enaki